# Sinfonía n.º 7 (Mozart)

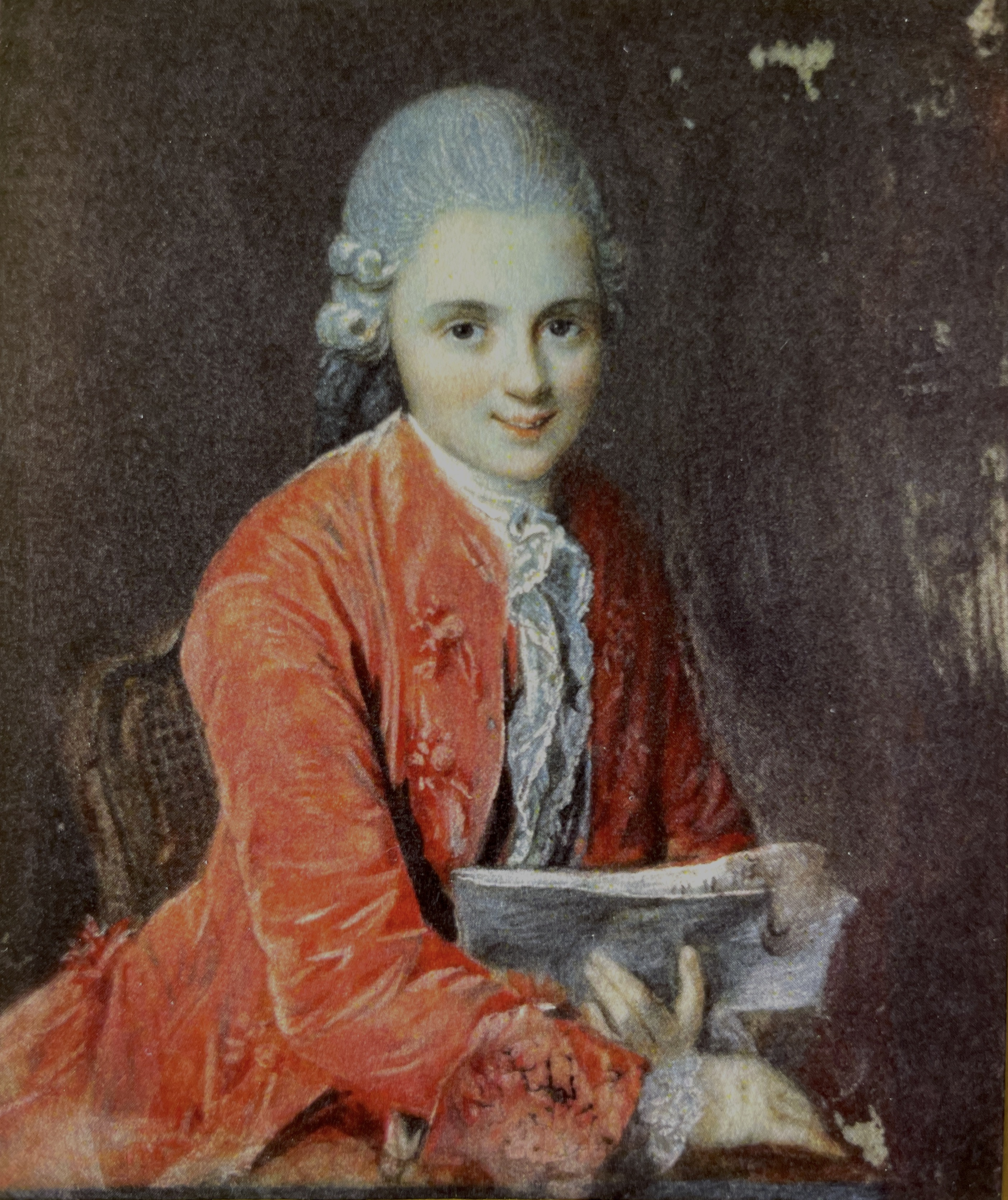
Mozart en 1768.

La Sinfonía n.º 7 en re mayor, K. 45 fue compuesta por Wolfgang Amadeus Mozart y está fechada el 16 de enero de 1768, cuando el compositor iba a cumplir doce años.

## Historia

### Contexto

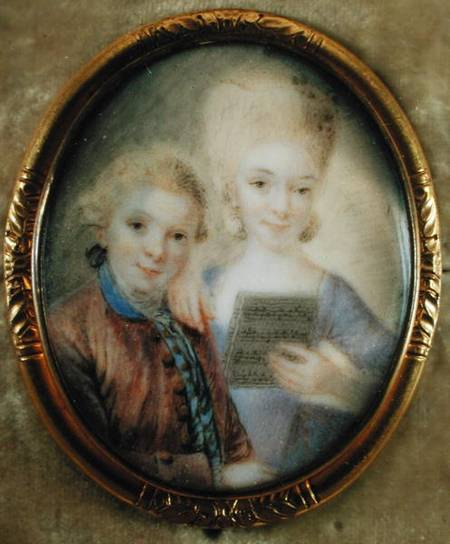
Wolfgang y Nannerl hacia 1763.

La carrera de Mozart como sinfonista había empezado en Londres durante el gran viaje de la familia Mozart por Europa entre junio de 1763 y noviembre de 1766. El padre Leopold Mozart planeó la gira para exhibir a sus prodigiosos hijos, Wolfgang y Nannerl en las principales cortes europeas. Tras pasar por Alemania, Bélgica y Francia, la familia llegó a Londres en abril de 1764 y el día 27 se presentó en la corte de Jorge III. La extraordinaria impresión que causó la destreza de los niños con el teclado en los numerosos conciertos que ofrecieron está bien documentada. En ese tiempo Wolfgang compuso sus primeras obras del género, que tenían una deuda sustancial con las sinfonías de estilo galante italianizante en tres movimientos de Carl Friedrich Abel y Johann Christian Bach; también escuchó las sinfonías de compositores relevantes como Thomas Arne, William Boyce y Giuseppe Sammartini.
Regresaron a Salzburgo tras tres años y medio de gira. Leopold no tardó en hacer nuevos planes para dar a conocer a sus hijos en Viena, donde Mozart, de seis años, ya había actuado para la corte de la emperatriz María Teresa. El 15 de septiembre de 1767 la familia llegó a la capital y cuatro semanas después estalló en Viena una epidemia de viruela que les obligó a refugiarse en la localidad morava de Olomouc. Esta huida también incluyó una estancia en Brno, donde el conde de Schrattenbach organizó un concierto. Las precauciones de Leopold fueron en vano, ya que sus dos hijos contrajeron la viruela (véase Mozart y la viruela). Aprovechando un permiso de su trabajo en Salzburgo, Leopold y sus hijos pasaron en Viena varios meses durante 1768.

### Composición
La composición de esta pieza se desarrolló y fue completada en Viena en enero de 1768 después de que la familia Mozart regresase de una visita a Olomouc y Brno. La partitura autógrafa se conserva en la actualidad en la Staatsbibliothek Preussischer Kulturbesitz de Berlín.
La sinfonía fue remodelada por el propio Mozart para convertirla en la obertura de su ópera, La finta semplice, K. 51, creada más tarde ese mismo año pero que, debido a problemas de personal, no se representó durante la visita a Viena. Asimismo esta obertura fue adaptada para crear una sinfonía, conocida como KV 46a en el catálogo Köchel de 1964 (K6). La versión de la obertura (K. 46a) omite el movimiento del minueto con trío y cambia ligeramente la orquestación de la obra para adaptarla a la orquesta de la ópera.

### Estreno y publicación
Su estreno se produjo probablemente en un concierto privado.  Según Neal Zaslaw, la primera ocasión en la que la versión K. 45 pudo haber sido escuchada fue en un concierto dado por el príncipe von Galitzin, el embajador ruso, en su residencia de Viena a finales de marzo de 1768.
La versión K. 46b fue escuchada en el estreno de La finta semplice, en Salzburgo el 1 de mayo de 1769. Neal Zaslaw especuló que la sinfonía se presentó por primera vez en un concierto ofrecido esa primavera para un diplomático ruso de visita.
La primera edición fue llevada a cabo en 1879 por la editorial Breitkopf & Härtel en Leipzig, que publicó bajo la denominación Wolfgang Amadeus Mozarts Werke, Serie VIII, No. 7 tanto las partes como la partitura completa.

## Instrumentación
La obra presenta dos versiones con instrumentación diferente. La versión original (K. 45) de la partitura está escrita para una orquesta formada por:
- Viento madera: 2 oboes y [1 fagot].
- Viento metal: 2 trompas en re y 2 trompetas en re.
- Percusión: timbales (afinados en re y la).
- Teclado: [clavecín].
- Cuerda: una sección de cuerdas con 2 violines (primero y segundo), viola, violonchelo y contrabajo.

Esta orquestación sugiere que la pieza se interpretó en un entorno cortesano más pequeño, pero para una ocasión ceremonial. En las orquestas de aquella época era una práctica común emplear el fagot y el clavecín, si estaban presentes en la orquesta, para reforzar la línea del bajo o bien como continuo, incluso sin notación separada.
En la versión de la obertura (K. 46a) se añadió un fagot, se sustituyeron las trompetas por flautas y se suprimieron los timbales.

## Estructura y análisis
La sinfonía consta de cuatro movimientos:
- I. Allegro, en re mayor 4
4
- II. Andante, en sol mayor 2
4
- III. Menuetto, en re mayor – Trio, en sol mayor 3
4 (este movimiento se omitió en la versión de la obertura).[6]
- IV. Molto allegro, en re mayor 2
4

La interpretación de esta obra dura aproximadamente entre 10 y 15 minutos. A su llegada a Viena el joven Wolfgang hizo un esfuerzo consciente por adaptar su estilo sinfónico a los gustos del público vienés, lo cual se manifestó en la adopción de la estructura en cuatro movimientos en lugar de los tres de sus sinfonías tempranas. Este cambio se aprecia ya desde la Sinfonía n.º 6 de 1767, seguida de la Sinfonía n.º 7 de principios de 1768. La Sinfonía n.º 8 de finales de 1768 incorpora aún más ampliamente los gustos vieneses además de la estructura.

### I.Allegro
El primer movimiento, Allegro, está escrito en la tonalidad de re mayor, en compás de 4/4 y sigue la forma sonata. El movimiento de apertura se articula en torno a una serie de melodías que se despliegan a través de las distintas secciones de la orquesta. La energía sugerida por la indicación Allegro se ve reforzada por la cambiante superficie de la textura, que pasa incesantemente los temas principales de un instrumento a otro.

### II.Andante
El segundo movimiento, Andante, está en sol mayor y en compás de 2/4. El movimiento lento adopta una evidente forma binaria y un carácter sutil derivado en parte de la interacción entre la figura de corchea ascendente de la melodía y los tresillos arpegiados del acompañamiento, así como de su partitura escrita solamente para cuerdas.

### III.Menuetto–Trio
El tercer movimiento, Menuetto – Trio, está en re mayor que en el trío pasa a sol mayor y el compás es 3/4. El minueto también participa en un sutil juego rítmico, las robustas negras acordales del motivo principal giran en tresillos sobre la barra de compás hasta el tercer pulso del compás siguiente. El trío adopta un enfoque más moderado, todas las negras y blancas constantes en frases claras perfiladas por sencillos acentos agógicos y dinámicos.

### IV.Molto allegro
El cuarto y último movimiento, Molto allegro, retoma la tonalidad inicial y el compás es 2/4. El Finale se desarrolla en un animado 2/4, en el que las ágiles figuras ascendentes con puntillo se alternan con figuraciones cercanas más fluidas en tresillos. El desplazamiento de los temas a través de la orquesta, en especial el paso de las figuras con puntillo a las cuerdas graves, recuerda momentos similares del movimiento inicial.